# Liste der denkmalgeschützten Objekte in Kaprun
Die Liste der denkmalgeschützten Objekte in Kaprun enthält die 8 denkmalgeschützten, unbeweglichen Objekte der Gemeinde Kaprun.

## Denkmäler
| Foto |                 | Denkmal                                                                                | Standort                            | Beschreibung | Metadaten |
| ---- | --------------- | -------------------------------------------------------------------------------------- | ----------------------------------- | --- | --- |
| ja   | Datei hochladen | Heimatmuseum Kaprun, ehem. Machlhütte des Häuslbauern HERIS-ID: 63151 Objekt-ID: 75761 | Kirchgasse Standort KG: Kaprun      | Die ehemalige Machlhütte des Häuslbauern wurde an ihren heutigen Standort übertragen und beherbergte bis 2009 das Heimatmuseum Kaprun. | BDA-Hist.: Q38102329 Status: Bescheid Stand der BDA-Liste: 2025-06-30 Name: Heimatmuseum Kaprun, ehem. Machlhütte des Häuslbauern GstNr.: 1009/2 Ausnahmhäusl, Kaprun        |
| ja   | Datei hochladen | Bauernhaus, Steiner HERIS-ID: 63146 Objekt-ID: 75756                                   | Kirchplatz 4 Standort KG: Kaprun    | Der dreigeschoßige Blockbau ist am First mit 1843 bezeichnet. Das Haus beherbergt seit 2009 das Kaprun Museum. | BDA-Hist.: Q38102300 Status: § 2a Stand der BDA-Liste: 2025-06-30 Name: Bauernhaus, Steiner GstNr.: 858/2 Bauernhaus Steiner, Kaprun                                         |
| ja   | Datei hochladen | Mesnerhaus, Meixner HERIS-ID: 63145 Objekt-ID: 75755                                   | Kirchplatz 6 Standort KG: Kaprun    | Der breitgelagerte zweigeschoßige Blockbau bildet mit der nahe gelegenen Kirche ein bemerkenswertes Ensemble. | BDA-Hist.: Q38102287 Status: § 2a Stand der BDA-Liste: 2025-06-30 Name: Mesnerhaus, Meixner GstNr.: .41 Mesnerhaus, Kaprun                                                   |
| ja   | Datei hochladen | Pfarrhof HERIS-ID: 52832 Objekt-ID: 60502                                              | Kirchplatz 7 Standort KG: Kaprun    | Der Pfarrhof wurde 1856 erbaut und diente früher als Schule. | BDA-Hist.: Q38054486 Status: § 2a Stand der BDA-Liste: 2025-06-30 Name: Pfarrhof GstNr.: .36/2 Pfarrhof, Kaprun                                                              |
| ja   | Datei hochladen | Kath. Pfarrkirche hl. Margarethe und Friedhof HERIS-ID: 53316 Objekt-ID: 61232         | Kirchplatz 11 Standort KG: Kaprun   | Die erste urkundliche Erwähnung der Kirche stammt aus dem Jahre 1409, als sie als Filialkirche von Piesendorf einen Ablassbrief bekommen hat. Es ist aber mit Sicherheit anzunehmen, dass bereits viel früher eine Kirche bestanden hat, nachdem überliefert ist, dass bereits 931 der Erzbischof Odalbert Güter an den Priester Engelbert und dessen Sohn Luitfred in „Chataprunin“ übergeben hat. Die Kirche steht auf einem Felssporn und überragt so alle umliegenden Gebäude. Erst 1722 wurde der hölzerne Turm gegen einen gemauerten ausgetauscht und 1736 erneuerte man die Altäre. Das heutige Aussehen bekam die Kirche 1899, als weiter Um- und Zubauten erfolgten. | BDA-Hist.: Q38056633 Status: § 2a Stand der BDA-Liste: 2025-06-30 Name: Kath. Pfarrkirche hl. Margarethe und Friedhof GstNr.: .39, 1026/2 Pfarrkirche hl. Margarethe, Kaprun |
| ja   | Datei hochladen | Burgruine Kaprun HERIS-ID: 36470 Objekt-ID: 35413                                      | Schloßstraße 55 Standort KG: Kaprun | Die Burg wurde 1287 urkundlich erwähnt, war bis Anfang des 17. Jahrhunderts Sitz des Pflegers und wurde dann aufgegeben. Nach Restaurierungsarbeiten an einigen Trakten in den 1970er-Jahren fungiert sie nunmehr als Kulturzentrum. Die Wohngebäude und der sechsgeschoßige Bergfried sind von einer Mauer umgeben. | BDA-Hist.: Q2664349 Status: Bescheid Stand der BDA-Liste: 2025-06-30 Name: Burgruine Kaprun GstNr.: .7 Castle Kaprun                                                         |
| ja   | Datei hochladen | Barbarakapelle HERIS-ID: 53317 Objekt-ID: 61233                                        | Standort KG: Kaprun                 | Die schlichte Kapelle mit Satteldach und Dachreiter steht in der Werkssiedlung und wurde 1953/54 erbaut. | BDA-Hist.: Q38056645 Status: § 2a Stand der BDA-Liste: 2025-06-30 Name: Barbarakapelle GstNr.: .352 Barbarakapelle, Kaprun                                                   |
| ja   | Datei hochladen | Burgkapelle hl. Jakob HERIS-ID: 53318 Objekt-ID: 61234                                 | Standort KG: Kaprun                 | Die Kapelle am Hang westlich der Burgruine war ursprünglich ein spätgotischer Bau, wurde in der 1. Hälfte des 18. Jahrhunderts allerdings komplett barockisiert. Das dreijochige Langhaus trägt im Westen einen Giebelreiter. | BDA-Hist.: Q38056654 Status: § 2a Stand der BDA-Liste: 2025-06-30 Name: Burgkapelle hl. Jakob GstNr.: .8 Burgkapelle, Kaprun                                                 |